# Myjava
Myjava (en allemand : Miawa ; en hongrois : Miava) est une ville de région de Trenčín, en Slovaquie, et le chef-lieu du district de Myjava. Sa population s'élève à 12 800 habitants.

## Histoire
La première mention écrite du village date de 1262.
Lors du Printemps des Peuples en 1848, c'est à Myjava que le Conseil national slovaque s'est réuni pour la première fois.

## Démographie

### Évolution de la population
| Année:               | 1994.  | 2004.   | 2014.   | 2024.    |
| -------------------- | ------ | ------- | ------- | -------- |
| Nombre de personnes: | 13 244 | 12 884  | 12 042  | 10 453   |
| Différence:          |        | -2,71 % | -6,53 % | -13,19 % |

| Année:               | 2023.  | 2024.   |
| -------------------- | ------ | ------- |
| Nombre de personnes: | 10 547 | 10 453  |
| Différence:          |        | -0,89 % |

## Personnalités
- Jozef Balej
- Claudia Rossi
- Ján Valach